# Thomas Eriksson (ishockeyspelare)
Thomas Eriksson född 1959 är en svensk före detta ishockeyspelare, back.  

## Karriär
Eriksson har spelat 179 A-landskamper mellan åren 1979 och 1990. Bland de internationella turneringarna märks två olympiska vinterspel som gav två bronsmedaljer, fem VM och två Canada Cup 1984 och 1981. Han spelade större delen av karriären för Djurgården, med undantag av åren 1980–1981 och 1983–1986 när han representerade Philadelphia Flyers i NHL. 
Tillsammans med Håkan Södergren räknas han som en av 80-talets största profiler i Stockholmsklubben, och även i elitserien, där han även tillhör de mest utvisade spelarna i historien. Eriksson har fyra SM-guld med Djurgården, 1983, samt 1989-1991 där han var lagkapten och stor härförare. Eriksson spelade större delen av sin karriär med nummer 27 på ryggen, och räknas också som en av DIF:s största kaptener genom tiderna.
I likhet med flera andra 80-talsprofiler ansågs han för gammal i början av 90-talet, och fick lämna klubben till förmån för Västerås IK 1993. Trots att många motspelare rankade Thomas Eriksson som en buse, så har han privat satsat på en karriär inom Polisen efter avslutad ishockeykarriär.